# 空想部落
『空想部落』（くうそうぶらく）は、1936年から朝日新聞の夕刊に連載された尾崎士郎の小説。翌年単行本として出版され、1939年に映画化された。作家が多く住んだことから昭和初期に馬込文士村と呼ばれた大田区馬込に暮らす作家たちの暮らしをモデルにしたフィクション。

## あらすじ
作家の横川大助は愛人満子から逃げるために友人の多く住む牛追村から家族を連れて逃亡する。数年後、ふらりと戻った横川は友人と出くわし、安南独立運動の手助けに奔走していたと語る。それを聞き付けた新聞社が座談会を企画し、そこで横川は冒険話を語るが、同席した専門家たちから法螺話と呆れられる。横川を追う人物が現れ、再び姿を消す横川。ある日、海外で成功して帰国し家を建てたという招待状が横川から村の友人たちに舞い込み、みなでその新居に出かけると……。

## モデルと推定される実在の人物
登場する人物は尾崎の周辺の作家たちをモデルにしたと言われている。
- 横川太助 - 秋田忠義（改造社の編集者[2]）
- 柿村保吉 - 吉田甲子太郎
- 香島満子 - 星野幸子
- 浮谷善兵衛 - 尾崎士郎
- 草上滋子 - 宇野千代
- 高松一郎 - 川端康成
- 浦野空白 - 萩原朔太郎
- 平飛高次郎 - 室伏高信
- 坂貫源平 - 榊山潤

## 映画化
1939年12月13日、同名で映画化された。製作は南旺映画、配給は東宝映画。千葉泰樹監督、千田是也主演。美術は中川一政。

### スタッフ
- 監督：千葉泰樹
- 脚本：八田尚之
- 撮影：中井朝一
- 音楽：深井史郎
- 美術：中川一政

### キャスト
- 横川大助：千田是也
- 横川葉子（大助の妻）：赤木蘭子
- 柿村保吉：三島雅夫
- 柿村美穂（保吉の妻）：原泉子
- 柿村令子（保吉の娘）：永井百合子
- 香島満子：志賀暁子
- 青井空三：信欣三
- 島岩平：松本克平
- 草植滋子：沢村貞子
- 浮谷善兵衛：殿山泰司
- 黒住長彦：小沢栄
- 平飛高次郎：薄田研二
- 大山萬亮：鳥羽陽之助
- 工藤傳蔵：押本映治
- 米山編集長：鶴丸睦彦
- 細井編集員：一木礼二
- 吉切少将：生方賢一郎
- 豊部伯爵：未鮫洲
- 舟田博士：大町文夫
- 松尾老人：中村健峰
- 女給春美：音羽久米子
- おしげ：志賀夏江